# Katafalk (doodskist)

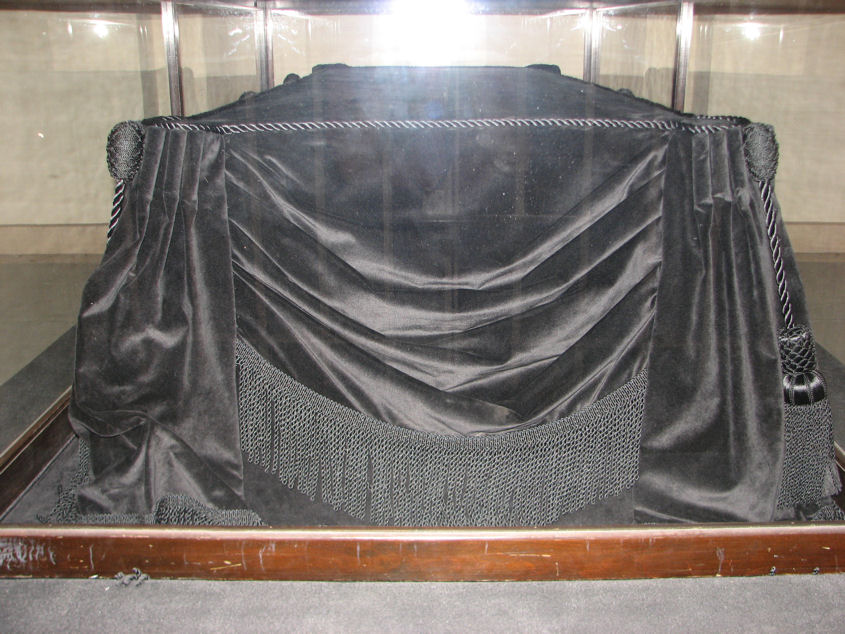
De Lincolnkatafalk in Washington's Tomb

Een katafalk is een kleine verhoging, waarop een doodskist wordt opgebaard. Vroeger werd dit alleen gebruikt voor mensen die begraven werden met een groot ceremonieel eerbetoon. Meestal is ze uit hout vervaardigd, bekleed met een zwarte doek en omgeven door kaarsen op kandelaars of een kaarsenrek.
De term wordt ook gebruikt voor een lege doodskist, die de echte kist vervangt tijdens de rouwplechtigheid.